# Mallolís
Mallolís es una localidad perteneciente al municipio de Farrera, en la provincia de Lérida, comunidad autónoma de Cataluña, España. En 2019 contaba con cuatro habitantes, siendo así una de las localidades con menos habitantes de España.